# Nikolaï Doukhonine
Le général Nikolaï Nikolaïevitch Doukhonine (1876-1917), en russe : Никола́й Никола́евич Духо́нин, a été le dernier commandant en chef de l’Armée russe du 16 novembre 1917 jusqu’à son assassinat le 3 décembre 1917.

## Carrière militaire
Originaire de la noblesse du gouvernement de Smolensk Nikolaï Doukhonine suit sa formation au Corps des cadets Vladimir de Kiev (ru) (promotion de 1894) et à l’institut militaire Alexandre de Moscou avant de rejoindre, en 1896, le régiment de la Garde Litovski en tant que sous-lieutenant. Diplômé en 1902 de l’académie d’état-major général il sert ensuite dans le 168e régiment d’infanterie de Mirgorod.
En novembre 1904 il devient adjudant de l’état-major de la 42e division d’infanterie avant de rejoindre en 1906 l’état-major de la région militaire de Kiev. Il est promu lieutenant-colonel en avril 1907 puis colonel en 1911.

### Première Guerre mondiale
Au début de la Première Guerre mondiale Doukhonine est responsable des opérations de reconnaissance au sein de l’état-major de la IIIe armée et reçoit pour la reconnaissance de la forteresse de Przemyśl l’Ordre de Saint-Georges de 4e classe.
En avril 1915 il prend le commandement du 165e régiment d’infanterie de Loutsk et est décoré de l’ordre de Saint-Georges de 3e classe pour les combats du 19 au 27 avril. En décembre, il est promu lieutenant-général.
Adjoint du général Dieterichs sur le front du sud-ouest il devient en juin 1917 chef de l’état-major du front du sud-ouest puis, en août, du front occidental. Le 23 septembre 1917, il est nommé chef de l’état-major général par Kerenski.

### Révolution d’Octobre
Après la fuite de Kerenski, le 9 novembre, Lénine ordonne à Doukhonine d’entamer des pourparlers de paix avec les puissances centrales. Doukhonine refuse et est révoqué par Lénine. Il demeure toutefois à son poste à titre provisoire jusqu’à l’arrivée de son remplaçant, l’enseigne Nikolaï Krylenko.
Le 19 novembre 1917, afin de mettre devant des faits accomplis son successeur bolchévique Krylenko, Doukhonine ordonne la libération des prisonniers de Bykhov, les généraux Anton Dénikine, Lavr Kornilov et leurs complices arrêtés après la tentative de coup d'état de ce dernier.
Le 20 novembre 1917 (3 décembre dans le calendrier grégorien), après l’arrivée de Krylenko, Doukhonine apprend qu’il doit être envoyé à Pétrograd. Quand il monte dans le train en gare de Moguilev, des bruits se répandent selon lesquels Kornilov et son régiment se dirigent vers la ville. Des soldats et marins révolutionnaires exigent alors qu’on leur livre Doukhonine, pénètrent de force dans le train et, malgré les tentatives d’apaisement de Krylenko, lynchent le général.
La dépouille du général a été enterrée au cimetière de Loukianivka de Kiev ; sa famille a émigré en Yougoslavie.

## Source
- (en) Cet article est partiellement ou en totalité issu de l’article de Wikipédia en anglais intitulé « Nikolay Dukhonin » (voir la liste des auteurs).